# Stanisław Cześnin
Stanisław Longin Cześnin (ur. 26 maja 1928 w Kowalu, zm. 26 lutego 1987) – dziennikarz, w 1958 roku został pierwszym redaktorem naczelnym Telewizyjnego Kuriera Warszawskiego – lokalnego programu informacyjnego nadawanego do dziś przez Warszawski Ośrodek Telewizyjny. Wieloletni prezenter programów informacyjnych, naczelny redaktor Dziennika telewizyjnego, dyrektor generalny do spraw politycznych Telewizji Polskiej. Na VII Zjeździe PZPR w grudniu 1975 wybrany w skład Centralnej Komisji Rewizyjnej PZPR (do 1980).
Pochowany na cmentarzu Powązki Wojskowe w Warszawie (kwatera C23-6-8).

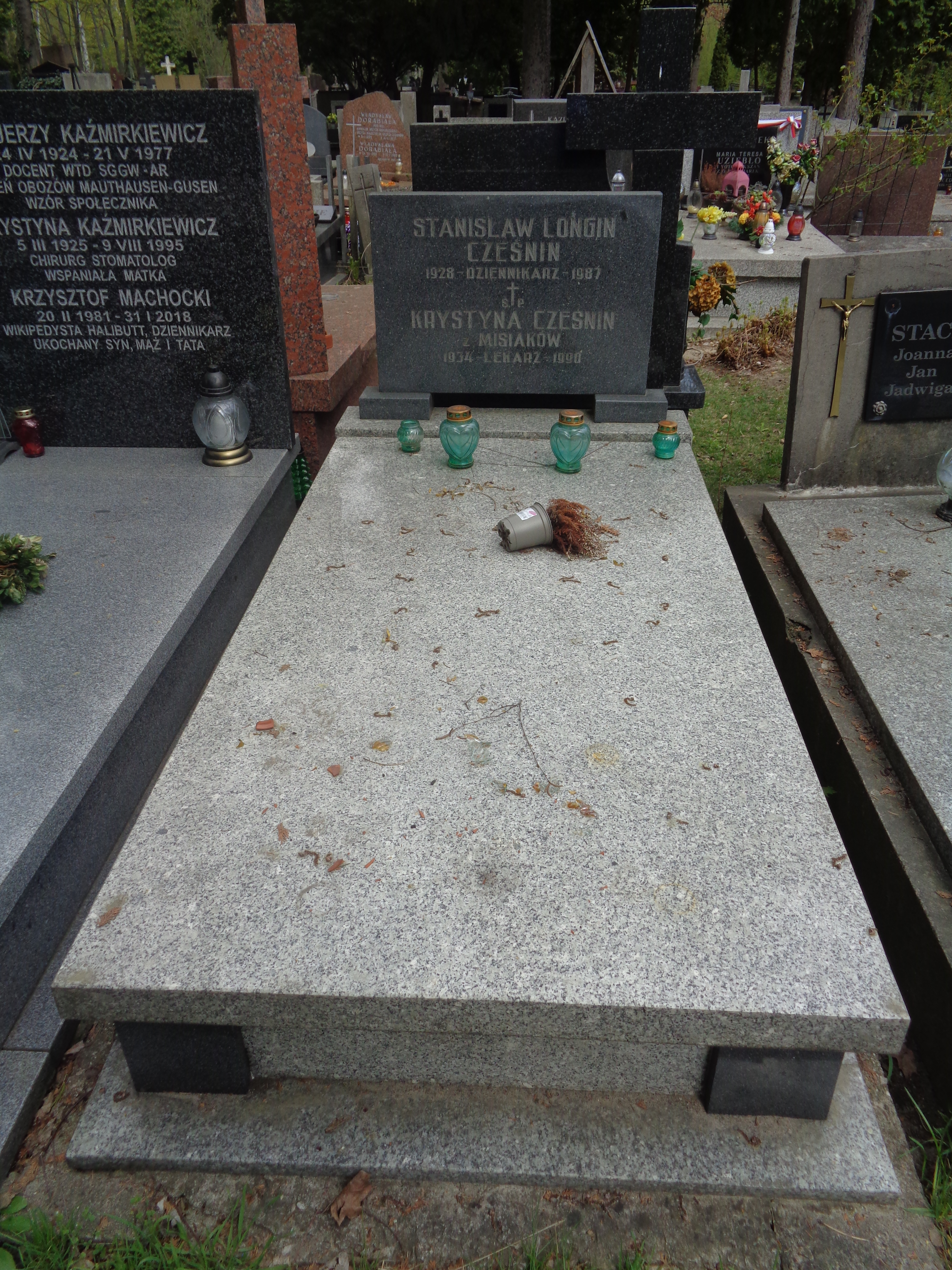
Grób Stanisława Cześnina na cmentarzu Wojskowym na Powązkach

## Nagrody
- Nagroda zespołowa przewodniczącego Komitetu do spraw Radia i Telewizji w zakresie publicystyki społecznej (1975)[5]